# Hienadź Sahanowicz

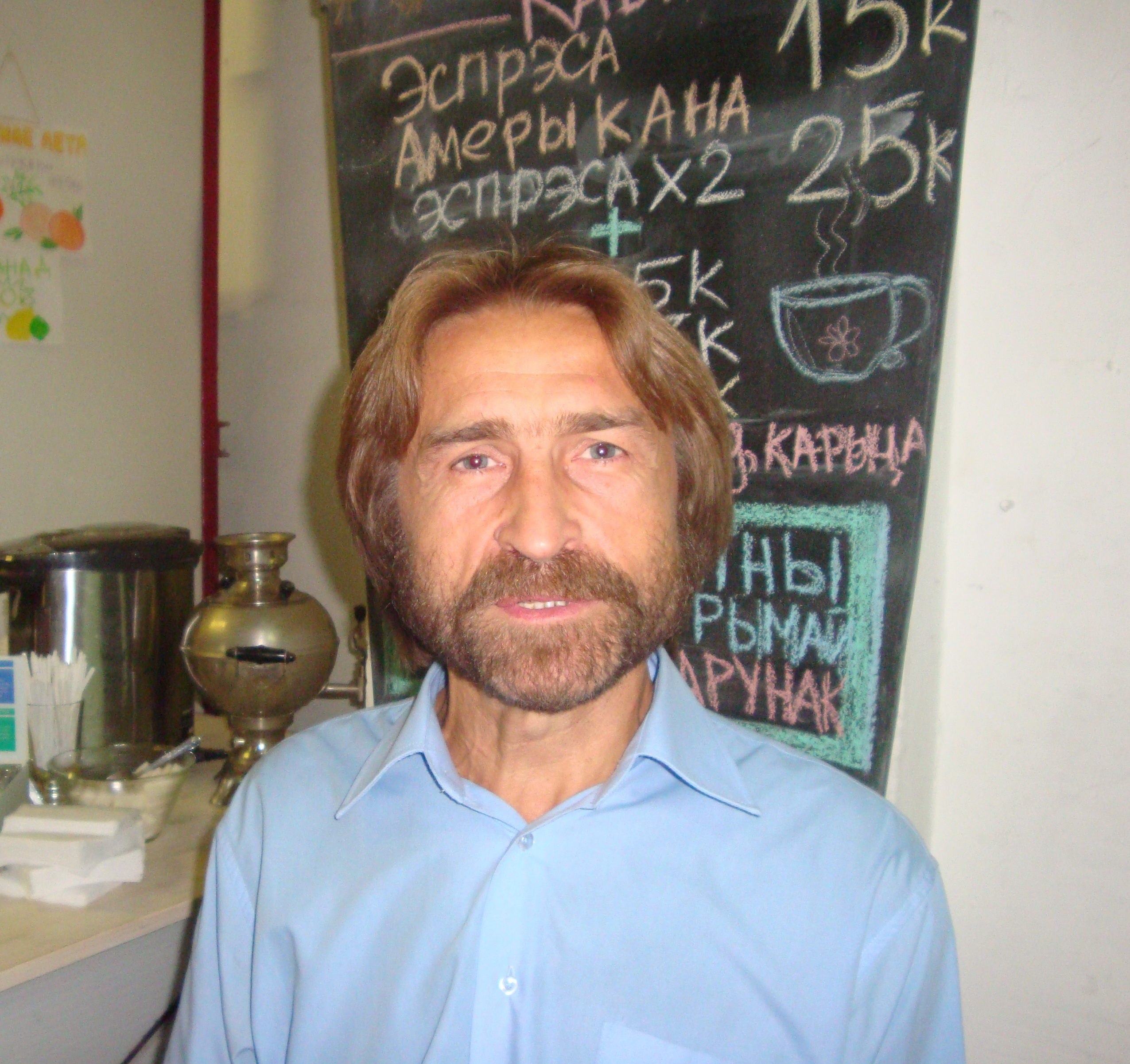
Hienadź Sahanowicz, 2014

Hienadź Sahanowicz (biał. Генадзь Мікалаевіч Сагановіч, ros. Геннадий Николаевич Саганович; ur. 13 stycznia 1961 w Turnej w rejonie iwacewickim) – białoruski historyk.
Ukończył Państwowy Instytut Pedagogiczny w Mińsku (1984), stopień kandydata nauk historycznych uzyskał w 1989 roku. W latach 1992–2005 był starszym współpracownikiem naukowym Narodowej Akademii Nauk Białorusi. Zwolniono go z powodu "naruszenia dyscypliny pracy".
Jego zainteresowania badawcze to głównie historia Wielkiego Księstwa Litewskiego i Rosji. Jest autorem książki Niewiadomaja wajna 1654-1667 (Невядомая вайна 1654—1667) i współautorem (wraz z Uładzimirem Arłowem) książki Dziesiać wiakou biełaruskaj historyi (Дзесяць вякоў беларускай гісторыі). Jest założycielem i redaktorem naczelnym pisma Biełaruski histaryczny ahliad (Беларускі гістарычны агляд), które ukazuje się od 1994 roku.
W 1996 roku został nagrodzony medalem im. Franciszka Bohuszewicza Białoruskiego PEN-klubu.
W 2019 Rada BRL nadała mu Medal 100-lecia Białoruskiej Republiki Ludowej.

## Publikacje w języku polskim
- Białoruska historiografia wczoraj i dziś, "Przegląd Wschodni"  8 (2002), z. 3, s. 759-775.
- Wychodźcy z Wielkiego Księstwa Litewskiego w Prusach 1656 roku, "Lituano-Slavica Posnaniensia" 9 (2003), s. 239-245.
- Poglądy historyczne a świadomość obywatelska archimandryty wileńskiego Aleksego Dubowicza [w:] Kultura polityczna w Polsce, praca zbiorowa, t. 5: Elity dawne i nowe, Poznań 2005, s. 79-85.
- Historia Białorusi. Od czasów najdawniejszych do końca XVIII wieku, przeł. Hubert Łaszkiewicz, Lublin: Instytut Europy Środkowo-Wschodniej 2002.
- Źródła pamięci historycznej współczesnej Białorusi. Powrót zachodniorusizmu, przeł. Andrzej Gil, Lublin: Instytut Europy Środkowo-Wschodniej 2006.
- Polska tradycja historiograficzna w białoruskiej wizji Zakonu Krzyżackiego [w:] Kultura polityczna w Polsce, praca zbiorowa, t. 6: Litwa w polskiej tradycji i kulturze politycznej, cz. 1, pod red. Marcelego Kosmana, Poznań 2006, s. 15-24.
- Wojna daleka a bliska. Problem wpyłwu wojen pierwszej połowy XVII wieku na społeczeństwo [w:] Wojny północne w XVI-XVIII wieku. W czterechsetlecie bitwy pod Kircholmem, red. Bogusław Dybaś, współpraca Anna Ziemlewska, Toruń 2007, s. 225-232.